# A/S ScanNet
|  | Sammenskrivningsforslag Artiklen A/S ScanNet er foreslået føjet ind i Team.blue Denmark. (Siden januar 2020) Diskutér forslaget |

A/S ScanNet er en IT-hostingvirksomhed, som blev grundlagt i 1995 i Kolding. Virksomheden blev i januar 2016 solgt til team.blue Denmark.
ScanNet specialiserer sig i at levere IT-løsninger til små og mellemstore virksomheder, og har været med til at forme internet-branchen i Danmark fra starten - bl.a. som den ældste udbyder af både domæner og hosted Exchange i Danmark.

## Certificeringer
ScanNet er certificeret efter branchestandarderne ISO 27001 samt ISAE 3402 Type 2 og ISAE 3000.